# Robert for årets instruktør
Robertprisen for årets instruktør er en filmpris, der siden 2001 er blevet uddelt ved den årlige Robertfest af Danmarks Film Akademi. 

## Prismodtagere

### 2000'erne
- 2001 – Per Fly for Bænken
- 2002 – Ole Christian Madsen for En kærlighedshistorie
- 2003 – Nils Malmros for At kende sandheden
- 2004 – Per Fly for Arven
- 2005 – Nikolaj Arcel for Kongekabale
- 2006 – Per Fly for Drabet
- 2007 – Niels Arden Oplev for Drømmen
- 2008 – Peter Schønau Fog for Kunsten at græde i kor
- 2009 – Henrik Ruben Genz for Frygtelig lykkelig

### 2010'erne
- 2010 – Lars von Trier for Antichrist
- 2011 – Tobias Lindholm og Michael Noer for R
- 2012 – Lars von Trier for Melancholia
- 2013 – Nikolaj Arcel for En kongelig affære
- 2014 – Thomas Vinterberg for Jagten
- 2015 – Lars von Trier for Nymphomaniac Director's Cut
- 2016 – Martin Zandvliet for Under sandet
- 2017 – Christian Tafdrup for Forældre
- 2018 – Hlynur Pàlmason for Vinterbrødre
- 2019 – Gustav Möller for Den skyldige[1]

### 2020'erne
- 2020 − May el-Toukhy for Dronningen
- 2021 − Thomas Vinterberg for Druk
- 2022 − Lisa Jespersen for Hvor kragerne vender
- 2023 − Ali Abbasi for Holy Spider